# Rhopalophora nigriventris
Rhopalophora nigriventris es una especie de escarabajo longicornio del género Rhopalophora, categorizada en la tribu Rhopalophorini, de la subfamilia Cerambycinae. Fue descrita por Bates en 1885 y publicada en Supplement to Longicornia. Biologia Centrali–Americana, Insecta, Coleoptera 5: 249–436, pls. XVII–XXIV.
Mide 10-12,72 mm de longitud. Se distribuye por Guatemala y México.